# Municipio de Panther Creek
El municipio de Panther Creek (en inglés: Panther Creek Township) es un municipio ubicado en el condado de Cass en el estado estadounidense de Illinois. En el año 2010 tenía una población de 291 habitantes y una densidad poblacional de 3,16 personas por km².

## Geografía
El municipio de Panther Creek se encuentra ubicado en las coordenadas 39°59′48″N 90°6′16″O / 39.99667, -90.10444. Según la Oficina del Censo de los Estados Unidos, el municipio tiene una superficie total de 92.12 km², de la cual 91,93 km² corresponden a tierra firme y (0,21 %) 0,19 km² es agua.

## Demografía
Según el censo de 2010, había 291 personas residiendo en el municipio de Panther Creek. La densidad de población era de 3,16 hab./km². De los 291 habitantes, el municipio de Panther Creek estaba compuesto por el 97,59 % blancos, el 2,06 % eran de otras razas y el 0,34 % eran de una mezcla de razas. Del total de la población el 2,06 % eran hispanos o latinos de cualquier raza.